# Ty England
Ty England (* 5. Dezember 1963 als Gary Tyrone England in Oklahoma City, Oklahoma) ist ein US-amerikanischer Country-Sänger, der seine Karriere als Begleitmusiker von Garth Brooks begann.

## Leben und Wirken
Durch seinen Großvater kam Ty England schon in frühester Jugend mit Country-Musik in Berührung. Seine Favoriten waren Roy Acuff, Hank Williams und Lefty Frizzell. Auf dem Oklahoma State College freundete er sich mit dem gleichgesinnten, damals noch völlig unbekannten Garth Brooks an. Eine Zeit lang waren die beiden sogar Zimmergenossen. Häufig traten sie gemeinsam in den Clubs der näheren Umgebung auf.
Nachdem Brooks 1988 vom Capitol-Label unter Vertrag genommen worden war, heuerte er seinen alten Freund als Gitarristen seiner Begleitband an. Ty England blieb sechs Jahre beim Superstar der Country-Musik. Er wurde zu einem wichtigen Bestandteil der Bühnenshow. 1995 startete er seine Solokarriere. Garth Fundis nahm ihn für RCA unter Vertrag. Bereits seine erste Single, Should’ve Asked Her Faster, schaffte es bis auf Platz drei der Country-Charts. Es wurden zwei erfolgreiche Alben veröffentlicht, die von anerkannt hoher musikalischer Qualität waren. 1999 wechselte er zum Capitol-Label, wo ein Jahr später das von Garth Brooks produzierte Album Highways And Dance Halls eingespielt wurde.

## Diskografie

### Studioalben
| Jahr | Titel            | Höchstplatzierung, Gesamtwochen, AuszeichnungChartplatzierungen (Jahr, Titel, Platzierungen, Wochen, Auszeichnungen, Anmerkungen) | Höchstplatzierung, Gesamtwochen, AuszeichnungChartplatzierungen (Jahr, Titel, Platzierungen, Wochen, Auszeichnungen, Anmerkungen) | Anmerkungen   |
| Jahr | Titel            | US | Country | Anmerkungen   |
| ---- | ---------------- | --- | --- | ------------- |
| 1995 | Ty England       | US95 (6 Wo.)US | Country13 (26 Wo.)Country | RCA Nashville |
| 1996 | Two Ways to Fall | — | Country54 (2 Wo.)Country | RCA Nashville |

Weitere Studioalben
- 1999: Highways & Dance Halls (als Tyler England)
- 2007: Alive and Well and Livin’ the Dream

### Singles
| Jahr | Titel Album                                  | Höchstplatzierung, Gesamtwochen, AuszeichnungChartsChartplatzierungen (Jahr, Titel, Album, Platzierungen, Wochen, Auszeichnungen, Anmerkungen) | Anmerkungen |
| Jahr | Titel Album                                  | Country | Anmerkungen |
| ---- | -------------------------------------------- | --- | ----------- |
| 1995 | Should’ve Asked Her Faster Ty England        | Country3 (20 Wo.)Country |             |
| 1995 | Smoke in Her Eyes Ty England                 | Country44 (18 Wo.)Country |             |
| 1996 | Redneck Son Ty England                       | Country55 (7 Wo.)Country |             |
| 1996 | Irresistible You Two Ways to Fall            | Country22 (20 Wo.)Country |             |
| 1997 | All of the Above Two Ways to Fall            | Country46 (9 Wo.)Country |             |
| 2000 | I Drove Her to Dallas Highways & Dance Halls | Country53 (9 Wo.)Country |             |

Weitere Singles
- 1999: Too Many Highways
- 2001: I’d Rather Have Nothing
- 2006: Redneck Anthem
- 2007: The Perfect Girl